# NGC 5959
NGC 5959 (również PGC 55625) – galaktyka eliptyczna (E), znajdująca się w gwiazdozbiorze Wagi. Odkrył ją Ormond Stone 26 czerwca 1886 roku.